# Surface Go 2
Surface Go 2是Microsoft研发的的2合1可拆卸式平板电脑 ，是Surface Go的第二代产品，于2020年5月6日与Surface Book 3一同于线上发布。 2020年5月12日开始发售。 
Surface Go 2保持了和上一代一样的轻薄设计，但是具有更大的10.5英寸显示屏，更长的电池使用时间和更高的性能，其中一种型号的性能比上一代快64％。 这也是Intel Core m处理器首次应用于这种小型设备。 
设备运行Windows 10 Home S模式。 它具有与上一代相同的五百万像素前置摄像头，八百万像素后置摄像头和红外摄像头。 它还具有NFC芯片和最大能展开165°角度支架。 
这一代在提升显示屏的尺寸的同时也提升了分辨率（1920 x 1280，220 ppi）。不过型号仍然保持了Surface系列传统的3：2的宽高比。 
Surface Go 2的起价为399.99美元，最高为729.99美元。 带有触控板的可拆卸键盘和手写笔单独出售。

## 配置
| Surface Go 2配置选项 | Surface Go 2配置选项     | Surface Go 2配置选项   | Surface Go 2配置选项 | Surface Go 2配置选项 | Surface Go 2配置选项 |
| 价格（美元）         | 中央处理器               | 集成式GPU              | 内存                 | 内部存储器           | LTE                  |
| -------------------- | ------------------------ | ---------------------- | -------------------- | -------------------- | -------------------- |
| 399.99               | Intel Pentium Gold 4425Y | Intel UHD Graphics 615 | 4GB                  | 64GB eMMC            | 无                   |
| 549.99               | Intel Pentium Gold 4425Y | Intel UHD Graphics 615 | 8 GB                 | 128GB NVMe固态硬盘   | 无                   |
| 629.99               | 英特尔酷睿m3 8100Y       | Intel UHD Graphics 615 | 8 GB                 | 128GB NVMe固态硬盘   | 无                   |
| 729.99               | 英特尔酷睿m3 8100Y       | Intel UHD Graphics 615 | 8 GB                 | 256GB NVMe固态硬盘   | 有                   |

## 特性
- 通过红外摄像头实现的Windows Hello，用于面部识别登录。
- 更快的处理器，顶级型号的性能与上代相比提高了64％。
- Intel Pentium Gold处理器，可选带有Intel HD Graphics GPU的Intel Core m3 CPU。 [1]
- 内存为4GB或8GB
- 存储容量为64GB，128GB和256GB。
- 耳机插孔、USB-C端口， microSD卡插槽和nano SIM卡槽（LTE型号独有）。
- 所有配置都可以升级到Windows 10 Pro，但需要额外支付50美元。
- 8.3毫米厚的机器重544克或1.2磅。
- 通常情况下可以使用长达10小时。

## 硬件
Surface Go 2是小型Surface系列的第五代。 Surface Go 2适用于孩童、学生，也适用于学校和企业。 
Surface Go 2的屏幕比以前的更大。 它具有镁合金一体结构。 该设备内置了一个新的强大处理器，但不需要使用风扇，内部装有英特尔酷睿m3第八代处理器。 较便宜的型号内部则搭载Intel Pentium Gold处理器。 
该设备包含具有供电功能的USB C端口和Surface Connect端口。 前置摄像头包含一个红外传感器，该红外传感器用以支持Windows Hello登录。 
该设备的Type Cover使用与先前型号相兼容的8针脚连接。 键盘单独出售，价格为99美元。 

## 软件
Surface Go 2型号预装的64位版本的Windows 10 Home（S模式）和Microsoft 365的30天试用版。 用户可以选择退出操作系统的S模式，免费升级到家庭版或付费升级到专业版。 Windows 10预先安装了邮件、日历、人脉、Xbox、照片、电影和电视、Groove、您的电话、Office和Edge等软件。 该设备还支持使用生物特征识别功能的Windows Hello登录。 